# Scalarispongia aqabaensis
Scalarispongia aqabaensis är en svampdjursart som beskrevs av Helmy, El Serehy, Mohamed och van Soest 2004. Scalarispongia aqabaensis ingår i släktet Scalarispongia och familjen Thorectidae.
Artens utbredningsområde är havet utanför Egypten. Inga underarter finns listade i Catalogue of Life.